# Glòria Serra i Ramos
Maria Glòria Serra i Ramos (Barcelona, 21 d'octubre del 1964) és una periodista catalana.
Llicenciada en periodisme per la Universitat Autònoma de Barcelona, Glòria Serra treballa als mitjans de comunicació des del 1987. La seva carrera professional va començar als informatius de Ràdio Barcelona, de la Cadena SER, així com als informatius locals de tarda i a Hora 25, però també com a editora de Matinal SER-Catalunya i directora d'El Balcó. També va col·laborar amb la Júlia Otero a ¿Y nosotras qué? a Ràdio Miramar i va presentar Catalunya Matí a Catalunya Ràdio.
Pel que fa al món de la televisió, va començar desenvolupant diverses funcions a Televisió Espanyola de Catalunya. Entre el 1998 i el 2001 va treballar a Telecinco en tant que sotseditora i presentadora de la primera edició dels informatius del canal de televisió. També va ser directora i presentadora de l'espai La mirada crítica.
Paral·lelament, entre el 1999 i el 2001 va copresentar, amb en Josep Cuní, el debat “L'aventura quotidiana” a Televisió de Catalunya. Tot seguit, va dirigir el debat “Coses que passen” i va col·laborar al magazín Els matins, programes de TVC presentats per Josep Cuní.
Entre juliol i agost de 2003 va tornar un breu període a la radio per presentar el magazín matinal d'estiu de COMRàdio, La segona república. Dos anys més tard, el setembre de 2005, l'emisora municipal va tornar a cridar-la, aquest cop per substituir Joan Barril en la temporada regular. Serra es mantingué dues temporades en els matins de COMRàdio amb el magazín Matins.COM, pel qual li van atorgar el premi periodístic Serrat i Bonastre. Tot just després d'abandonar COMRàdio va tornar a Telecinco per, entre el 2007 al 2010, copresentar amb Jordi González el programa La Nòria, on hi va estar com a narradora entre cadascuna de les seccions. Des de l'1 de maig del 2010 fins al 4 de març del 2011 va presentar el magazín de tarda 3D, d'Antena 3. Des del mes de gener del 2011 ha assumit el paper de directora i presentadora del programa de La Sexta Equipo de Investigación. Paral·lelament, des del 2009, participa en tertúlies del programa El Món a RAC1, de l'emissora catalana RAC1.